# Gare du Vésinet - Le Pecq
Ne doit pas être confondue avec la gare du Vésinet-Centre, ni avec la gare belge de Pecq.
La gare du Vésinet - Le Pecq (ancien nom Le Pecq) est une gare ferroviaire française de la ligne de Paris-Saint-Lazare à Saint-Germain-en-Laye, située sur le territoire de la commune du Vésinet, à proximité du Pecq, dans le département des Yvelines en région Île-de-France.
Quatre gares vont se succéder ; les trois premières porteront le nom de « gare du Pecq ». La première est édifiée par la Compagnie du chemin de fer de Paris à Saint-Germain en 1837 sur le bord de la Seine au Pecq. La deuxième, en 1847, se trouve au Vésinet, comme celle de 1955. La gare actuelle prend le nom de gare du Vésinet - Le Pecq dès sa construction en 1972 pour l'arrivée du réseau express régional d'Île-de-France (RER).
C'est aujourd'hui une gare de la Régie autonome des transports parisiens (RATP), desservie par des trains du RER qui effectuent des missions sur la ligne A. Depuis cette gare, le temps de trajet est de 25 minutes environ vers ou depuis la gare de Châtelet - Les Halles située au centre de Paris.

## Situation ferroviaire
Établie à 32 mètres d'altitude, la gare du Vésinet - Le Pecq est située au point kilométrique (PK) 18,20 de la ligne de Paris-Saint-Lazare à Saint-Germain-en-Laye, entre la gare du Vésinet-Centre et celle de Saint-Germain-en-Laye.

## Histoire

### Gare du Pecq

#### La débarcadère d'origine (1837-1847)

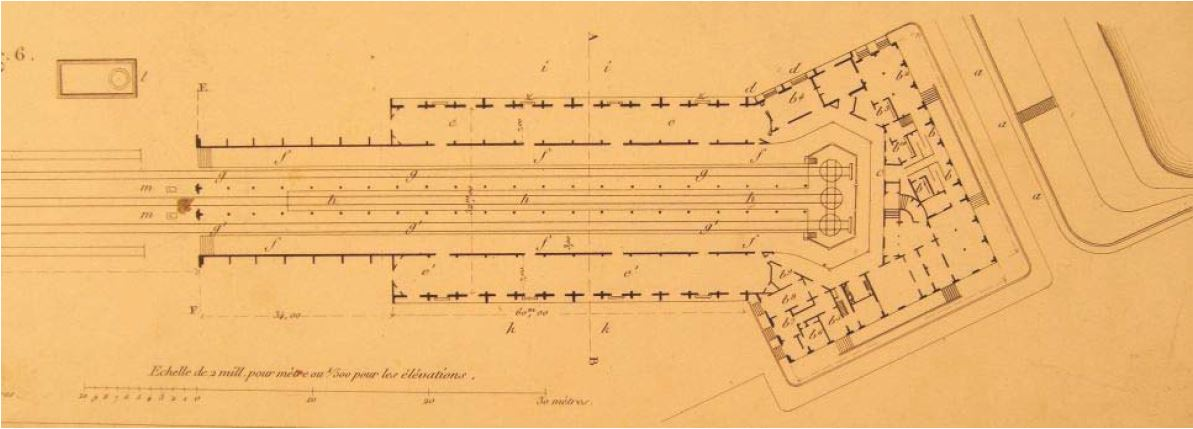
Plan de la gare.

L'histoire de la gare se confond avec celle de la première ligne ferroviaire d'Île-de-France de Paris à Saint-Germain-en-Laye qui, dans un premier temps, se limitera à une ligne de Paris au Pecq inaugurée le 24 août 1837, par la Compagnie du chemin de fer de Paris à Saint-Germain. L'ouverture de la ligne au public a lieu le 26 août 1837 et, à cette occasion, est mise en service la première gare du Pecq et son bâtiment voyageurs, œuvre de l'architecte Alfred Armand. Appelée alors débarcadère, cette station terminus, située sur le bord de la Seine dans la commune du Pecq, permet des correspondances avec des bateaux à vapeur ; un pont permet aux omnibus de traverser le fleuve pour monter à Saint-Germain.

La gare en août 1837
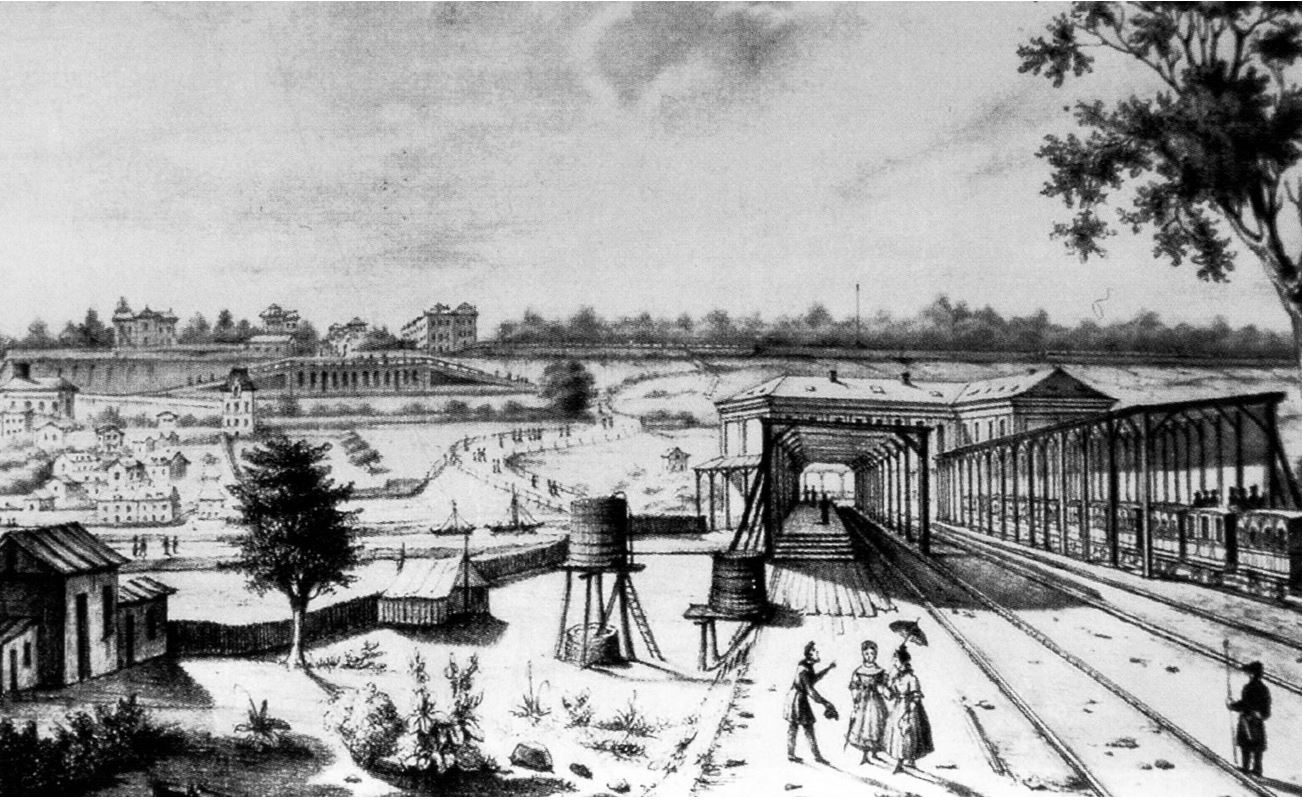
Vue intérieure avec en arrière-plan la terrasse du château de Saint-Germain.
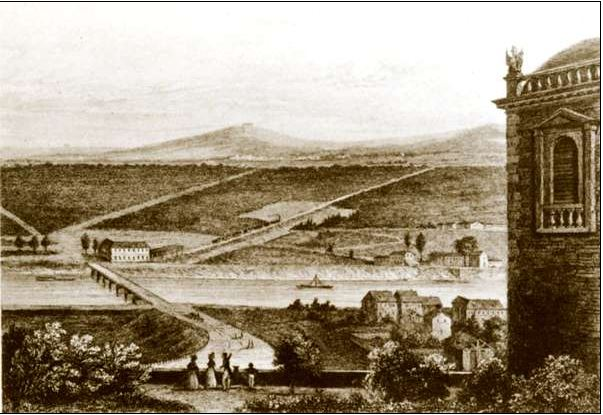
La gare et le pont du Pecq depuis la terrasse de Saint-Germain.

#### Gares de passage (1847-1972)

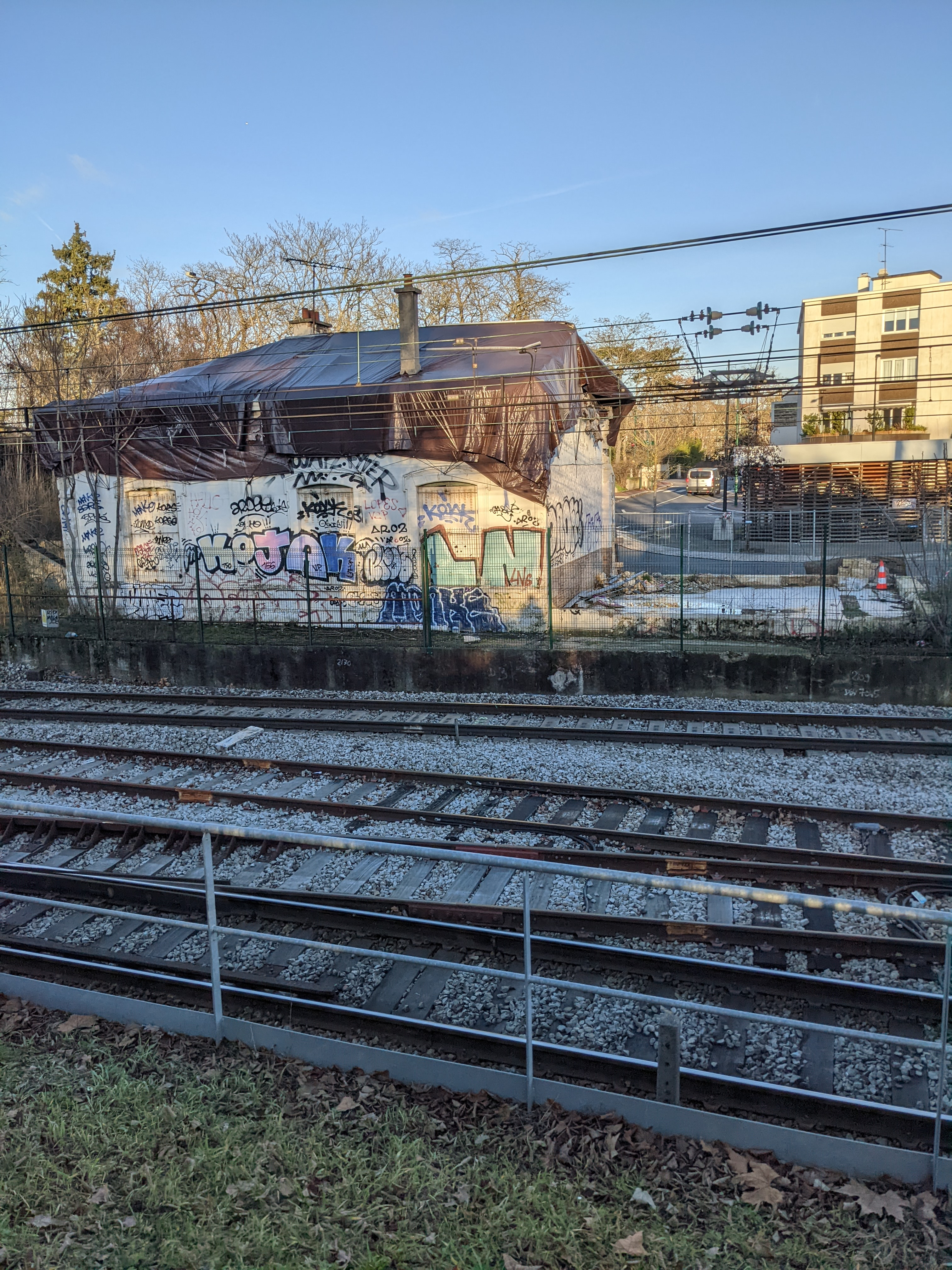
Le bâtiment voyageur de 1847, partiellement détruit, en 2021.

En 1847, lors de la construction du chemin de fer atmosphérique, la nouvelle voie pour Saint-Germain s'embranche avant le débarcadère, qui se retrouve hors de la ligne. Une gare provisoire avec un nouveau bâtiment voyageurs est construite près de l'embranchement, rue Alexandre-Dumas, sur le territoire de la commune du Vésinet. Elle conserve néanmoins son nom d'origine : Le Pecq. Le débarcadère d'Alfred Armand, un moment utilisé avec une correspondance d'omnibus, est finalement détruit car trop vaste.
En 1955, un nouveau bâtiment voyageurs est construit un peu plus au nord, rue Watteau, à une soixantaine de mètres de l'ancien bâtiment, qui n'est pas détruit. C'est la troisième gare du Pecq.

### Gare du Vésinet - Le Pecq
Pour l'arrivée du RER en 1972, un quatrième bâtiment voyageurs est construit à 180 m du précédent, cette fois plus au sud, au débouché de l'avenue du Grand-Veneur. La gare prend alors son nom actuel : « Le Vésinet - Le Pecq ». Le bâtiment de 1955 est fermé. Il est devenu depuis le siège de l'Harmonie municipale du Vésinet. Le bâtiment de 1847 est utilisé par des bureaux de la SNCF puis une boutique SNCF, qui ferme vers 2009. Le bâtiment est alors laissé à l'abandon. Acquis par la mairie en juillet 2019, le 24 août suivant, un pignon menace de s'effondrer, nécessitant sa destruction partielle immédiate.
En 2021, la fréquentation annuelle estimée par la RATP est de 1 436 318 voyageurs.

## Service des voyageurs

### Accès
La gare dispose de deux accès :
- l'accès no 1 « rue Alexandre Dumas » ;
- l'accès no 2 « avenue Georges Bizet ».

Accès à la gare
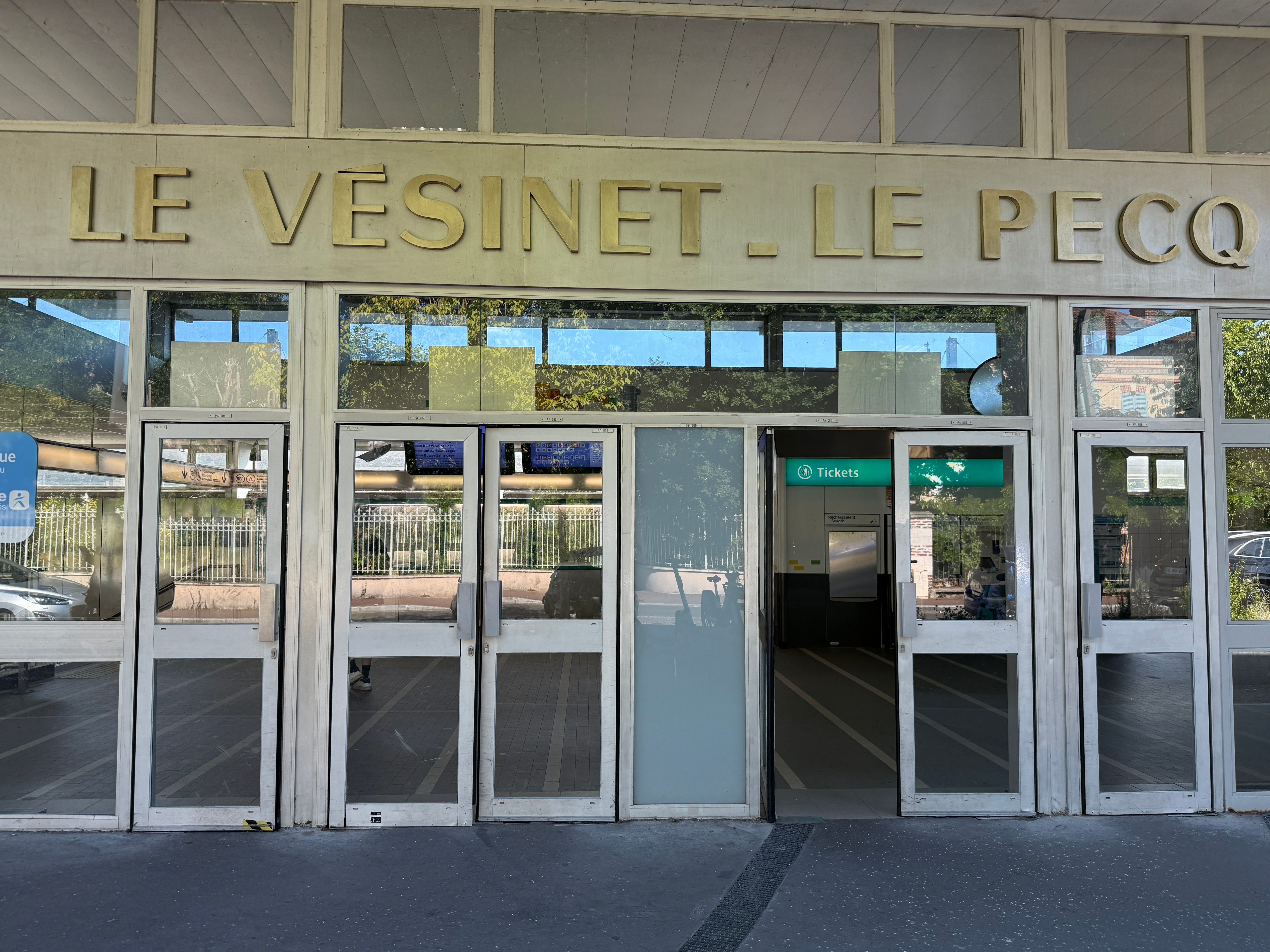
L'accès no 1 « rue Alexandre Dumas ».
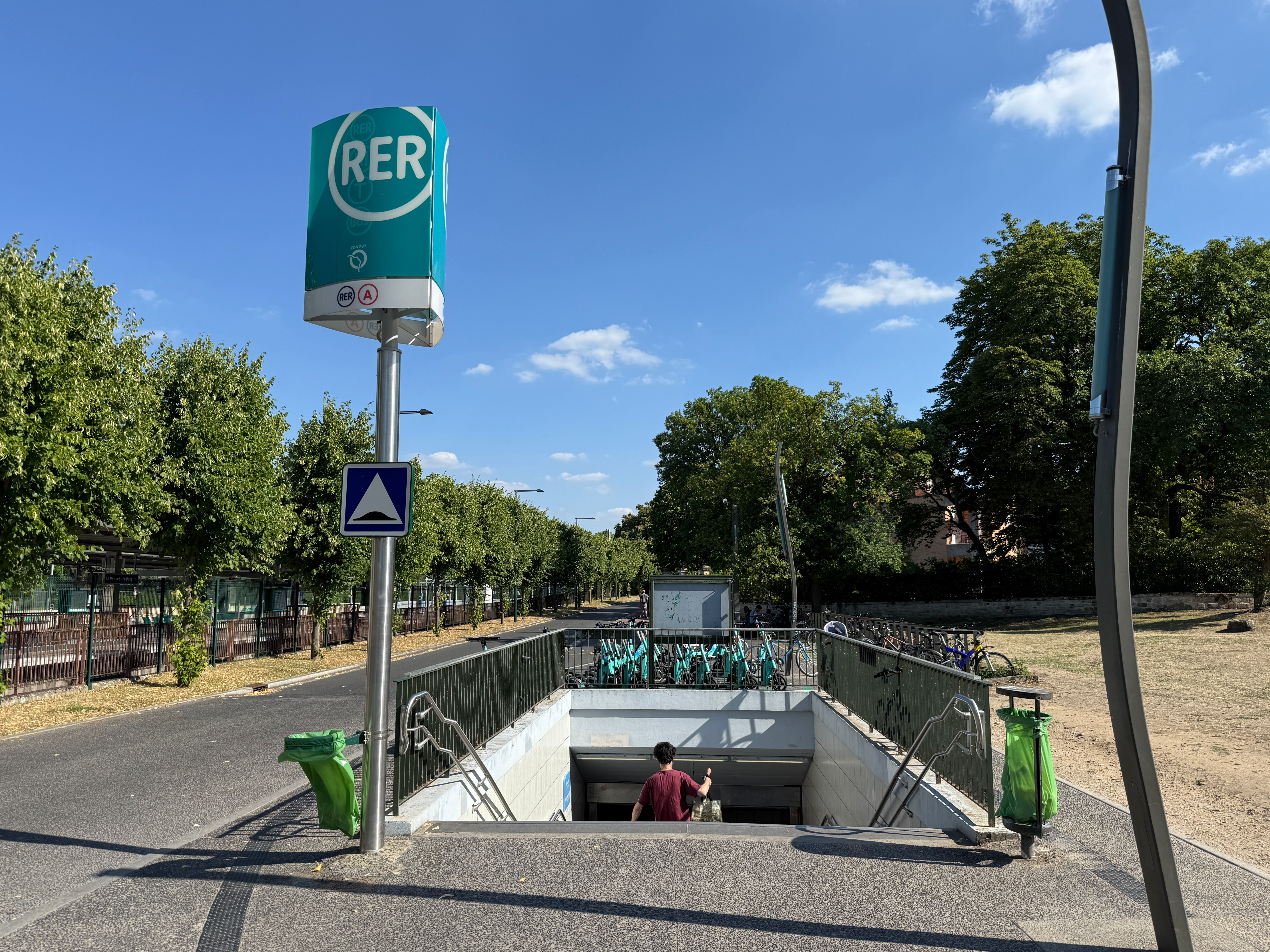
L'accès no 2 « avenue Georges Bizet ».

### Desserte

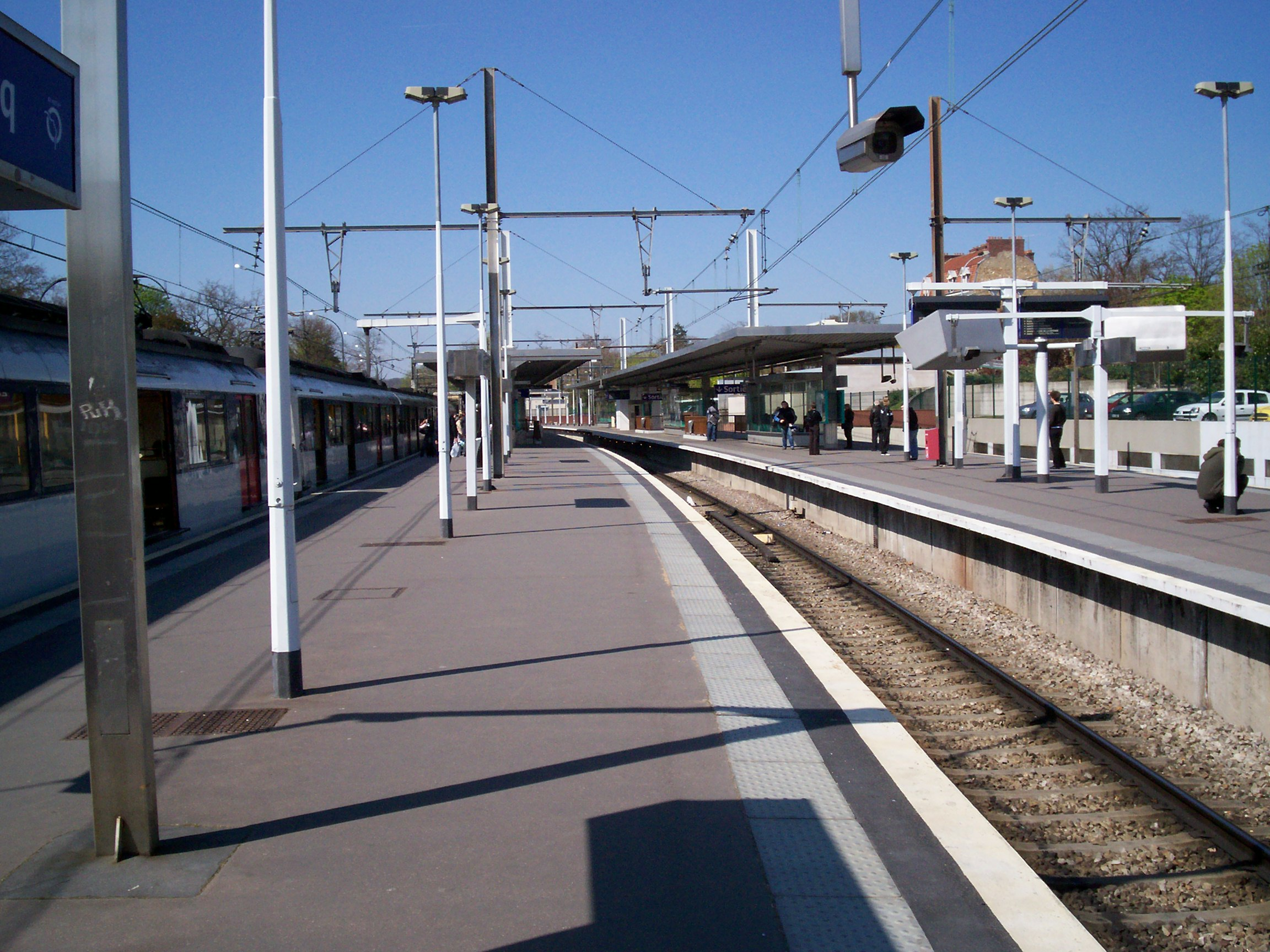
Vue des deux quais.

La gare est desservie par les trains de la ligne A du RER parcourant la branche A1 de Saint-Germain-en-Laye. La fréquence des dessertes est d'un train toutes les 10 minutes aux heures creuses, de 12 trains par heure aux heures de pointe et d'un train toutes les 15 minutes en soirée. Elle joue aussi le rôle de terminus de certains trains aux heures de pointe.

### Intermodalité
La gare est desservie par les lignes 20, A, C, F, G et M du réseau de bus Argenteuil - Boucles de Seine, par la ligne 21 du réseau de bus de Saint-Germain Boucles de Seine et, la nuit, par la ligne N153 du réseau Noctilien.

## Galerie de photographies

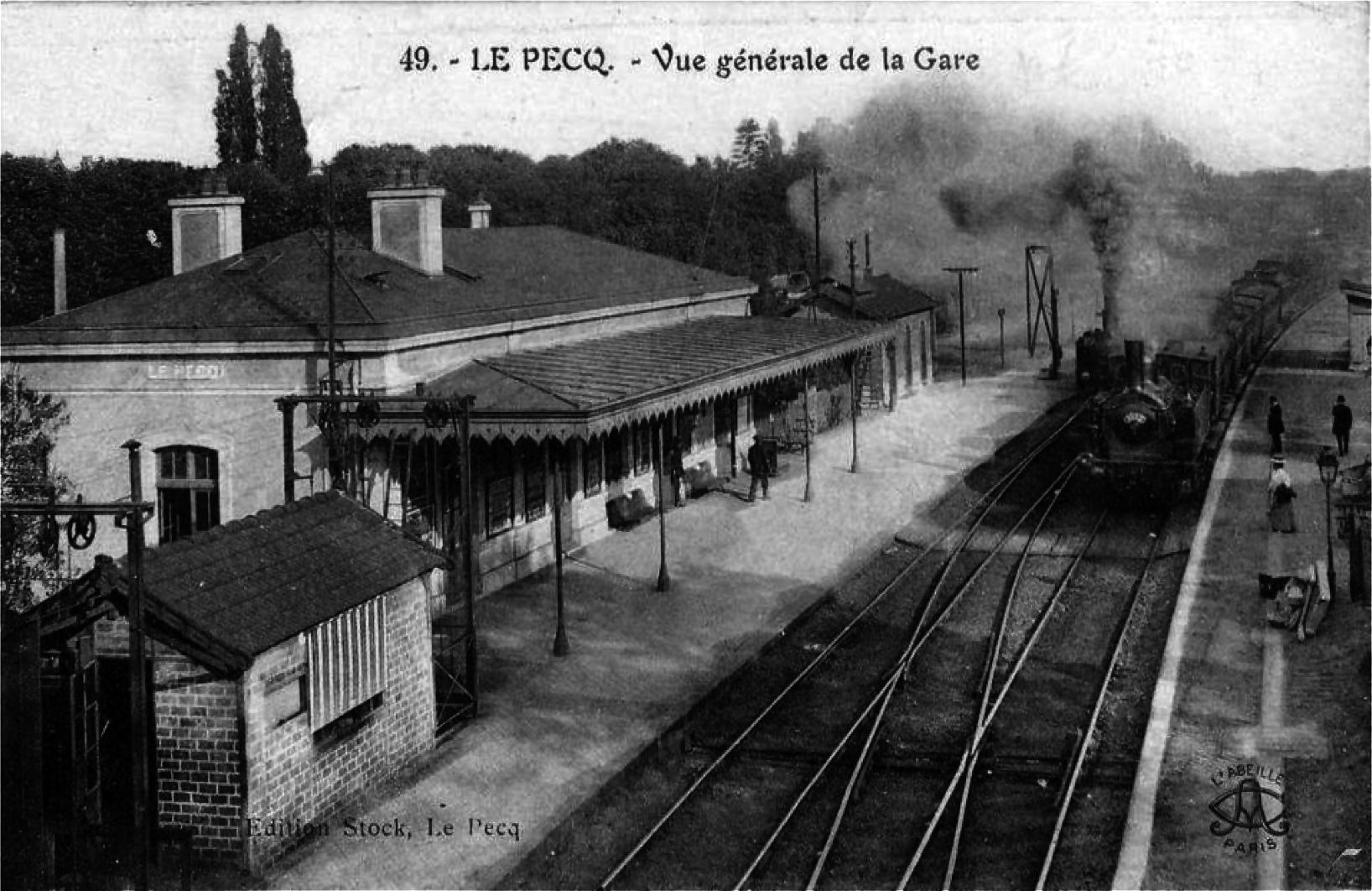
La gare vers 1900, avec le bâtiment voyageurs de 1847.
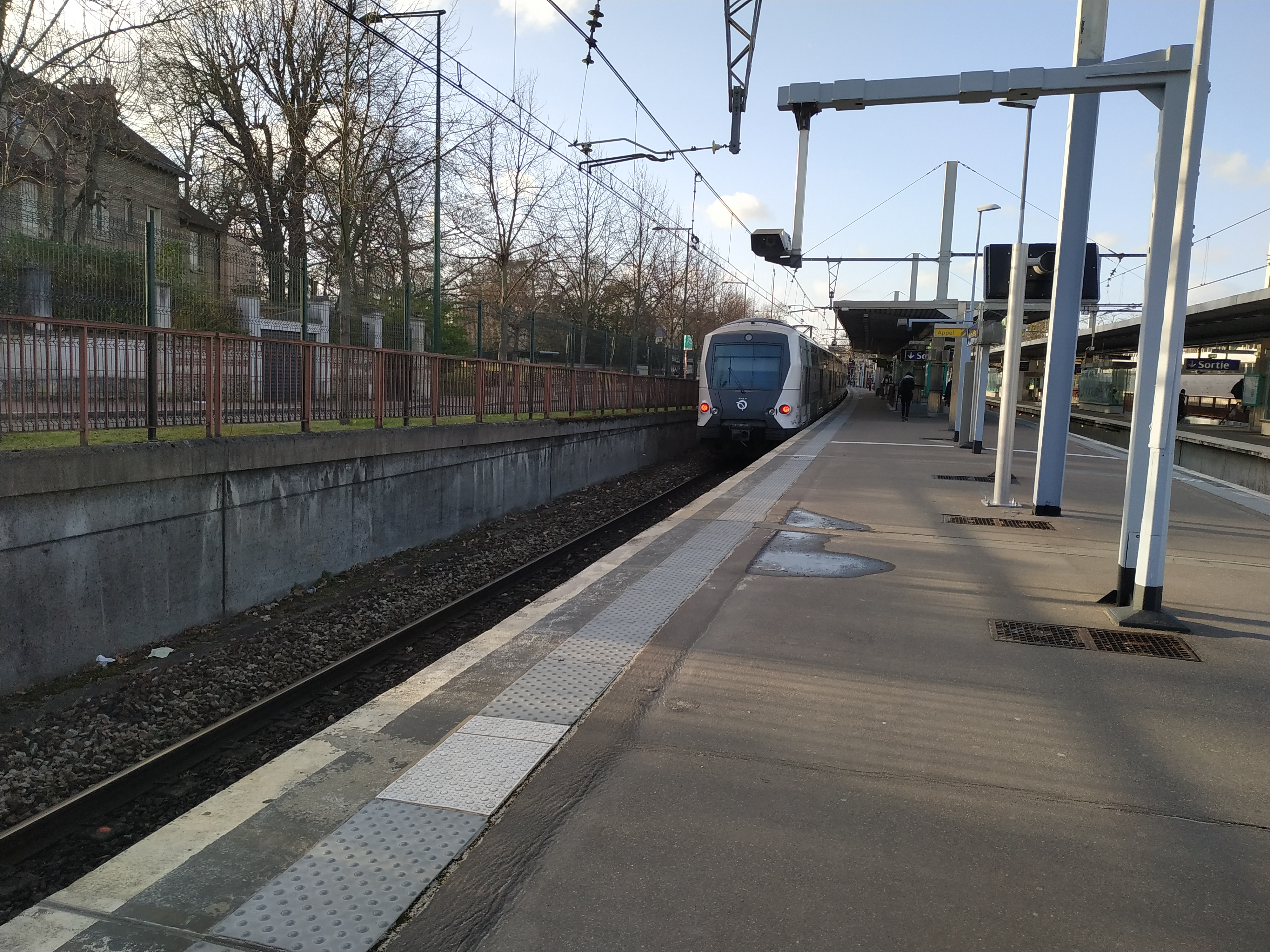
Une rame du RER A à destination de Saint-Germain-en-laye en gare du Vésinet - Le Pecq en mars 2019.